# Poddubnoje (Kaliningrad, Tschernjachowsk)
Poddubnoje (russisch Поддубное, deutsch Schönwiese, Kreis Insterburg) ist ein Ort in der russischen Oblast Kaliningrad. Er gehört zur kommunalen Selbstverwaltungseinheit Stadtkreis Tschernjachowsk im Rajon Tschernjachowsk.

## Geographische Lage
Poddubnoje liegt 22 Kilometer westlich der Stadt Tschernjachowsk (Insterburg) an der Kommunalstraße 27K-163 von Sirenjewka (Siemohnen) nach Gluschkowo (Plibischken). Die nächste Bahnstation ist Meschduretschje (Norkitten) an der Bahnstrecke Kaliningrad–Tschernyschewskoje (Königsberg–Eydtkuhnen/Eydtkau), einem Teilabschnitt der ehemaligen Preußischen Ostbahn.

## Geschichte
Das heute Poddubnoje genannte kleine Dorf wurde als Schonewyse im Jahre 1361 gegründet. Im Jahre 1874 wurde Schönewiese in den neu errichteten Amtsbezirk Saalau (heute russisch: Kamenskoje) eingegliedert, der zum Kreis Insterburg im Regierungsbezirk Gumbinnen der preußischen Provinz Ostpreußen gehörte. Im Jahre 1910 waren hier 81 Einwohner registriert.
Am 30. September 1928 vergrößerte sich die Landgemeinde Schönwiese um das am Bach Auer (russisch: Torfjanka) gelegene Rittergutsdorf Auer. Die Einwohnerzahl stieg bis 1933 auf 246 und betrug 1939 noch 217. In ebendiesem Jahr 1939 wurde Schönwiese mit der Nachbargemeinde Siemohnen (heute russisch: Sirenjewka) in den Amtsbezirk Norkitten (russisch: Meschduretschje) umgegliedert, dem es bis 1945 zugehörte.
In Kriegsfolge wurde Schönwiese 1945 mit dem nördlichen Ostpreußen der Sowjetunion zugeordnet. 1947 erhielt der Ort die russische Bezeichnung Poddubnoje und wurde gleichzeitig dem Dorfsowjet Kamenski selski sowjet im Rajon Tschernjachowsk zugeordnet. Von 2008 bis 2015 gehörte Poddubnoje zur Landgemeinde Kamenskoje selskoje posselenije und seither zum Stadtkreis Tschernjachowsk.

## Kirche
Schönwiese war bis 1945 mit seiner fast ausnahmslos evangelischen Bevölkerung in das Kirchspiel der Kirche Saalau (heute russisch: Kamenskoje) eingepfarrt, das zum Kirchenkreis Insterburg (Tschernjachowsk) in der Kirchenprovinz Ostpreußen der Kirche der Altpreußischen Union gehörte. Heute liegt Poddubnoje im Einzugsbereich der neu entstandenen evangelisch-lutherischen Gemeinde in Meschduretschje (Norkitten), einer Filialgemeinde der Kirchenregion Tschernjachowsk (Insterburg) in der Propstei Kaliningrad der Evangelisch-lutherischen Kirche Europäisches Russland.